# ریو نگرو (آمازون)
رود نگرو یا ریو نگرو (به پرتغالی: Rio Negro، به اسپانیایی: Río Negro) رودی به‌طول تقریبی ۲٬۲۵۵ کیلومتر در آمریکای جنوبی است. این رود از گواینیا در شرق کلمبیا سرچشمه می‌گیرد و با گذر از شمال غربی برزیل در مانائوس به رود آمازون می‌پیوندد. آب‌های این رود سیاه‌رنگ است و به‌همین سبب ریو نگرو به‌معنای رود سیاه نامیده می‌شود.

## مشخصات
ریو نگرو یکی از مهمترین رودهای تغذیه‌کنندهٔ آمازون است. این رود چندین سرچشمه دارد از جمله رود ماوپس و گواینیا که از جنگل‌های بارانی شرق کلمبیا سرچشمه می‌گیرد. رود گواینیا نخست به سمت شرق جریان می‌یابد اما پس از آن با پیمودن مسیری قوسی‌شکل، به سمت شمال شرقی و سپس جنوب شرقی تغییر مسیر داده و مرز بین کلمبیا و ونزوئلا را تشکیل می‌دهد. این رود سپس در نزدیکی سن کارلوس ده ریو نگرو با آبراهی طبیعی به‌نام برازو کاسیکیاره که انتقال‌دهندهٔ بخشی از آب‌های رود اورینوکو در ونزوئلا است تلاقی می‌یابد. کمی پایینتر از این برخوردگاه، رود گواینیا به رود نگرو (ریو نگرو) تغییر نام یافته و وارد برزیل می‌شود. در آنجا ریو نگرو به سمت شرق و سپس جنوب شرقی جریان یافته و رود برانکو و دیگر رودهای فرعی نیز به‌آن می‌پیوندند.
آب‌های شفاف ریو نگرو سیاهرنگند که این موضوع نتیجهٔ تجزیهٔ مواد آلی موجود در باتلاق‌های حاشیهٔ آن و گل و لای کم در آن است. به‌همین سبب تضاد چشمگیری بین آب‌های سیاهرنگ ریو نگرو و زردرنگ برانکو و آمازون وجود دارد. این رود سپس به سمت آمازون جریان یافته و در نزدیکی مانائوس، در مکانی موسوم به «مجمع آب‌ها»، با رود گِلی و قهوه‌ای‌رنگ سولیمویس تلاقی می‌یابد و در نهایت رود آمازون را تشکیل می‌دهد.
طول تقریبی ریو نگرو ۱٬۴۰۰ مایل است که از این میزان، ۸۵۰ مایل آن در برزیل جریان دارد. این رود در فاصلهٔ ۴۵۰ مایلی از ریزش‌گاهش قابل کشتی‌رانی است.